# 건흥 (동오)
건흥(建興)은 중국 손오(孫吳) 폐제(廢帝, 회계왕[會稽王])의 첫 번째 연호이다. 252년 4월에서 253년까지 1년 8개월 동안 사용하였다.
같은 시기에 사용된 다른 연호로는 조위(曹魏)에서 사용한 가평(嘉平 : 249년 ~ 254년), 촉한(蜀漢)에서 사용한 연희(延熙 : 238년 ~ 257년)가 있다.

## 연대대조표
| 건흥                | 원년            | 2년        |
| 서력                | 252년           | 253년      |
| 육십간지 (六十干支) | 임신(壬申)      | 계유(癸酉) |
| 조위 (曹魏)         | 가평(嘉平) 4년  | 5년        |
| 촉한 (蜀漢)         | 연희(延熙) 15년 | 16년       |

## 같이 보기
- 다른 왕조의 같은 연호
  - 촉한(蜀漢) 건흥(223년 ~ 237년)
  - 서진(西晉) 건흥(313년 ~ 317년)
  - 성한(成漢) 건흥(304년 ~ 306년)
  - 전량(前凉) 건흥(313년 ~ 361년)
  - 후연(後燕) 건흥(386년 ~ 396년)

- 중국의 연호

| 이전 연호 신봉(神鳳) | 중국의 연호 손오(孫吳) | 다음 연호 오봉(五鳳) |